# Сьостшитув
Сьостшитув (пол. Siostrzytów) — село в Польщі, у гміні Травники Свідницького повіту Люблінського воєводства.
Населення — 921 особа (2011).

## Демографія
Демографічна структура станом на 31 березня 2011 року:
|          | Загалом | Допрацездатний вік | Працездатний вік | Постпрацездатний вік |
| -------- | ------- | ------------------ | ---------------- | -------------------- |
| Чоловіки | 477     | 130                | 304              | 43                   |
| Жінки    | 444     | 103                | 255              | 86                   |
| Разом    | 921     | 233                | 559              | 129                  |